# Мусники
 Мусники  — деревня в Кирово-Чепецком районе Кировской области в составе Поломского сельского поселения.

## География
Расположена на расстоянии менее 1 км на запад от центра поселения села Полом.

## История
Известна с 1678 года как починок Голодаевской за речкой Просницею с 1 двором, в 1764 году (деревня Голодаевская) 33 жителя. В 1873 здесь (Голодаевская или Мусниковская) дворов 7 и жителей 43, в 1905 (Голодаевская или Мусники) 10 и 63, в 1926 (уже Мусники) 13 и 76, в 1950 15 и 63, в 1989 8  постоянных жителей. Ныне имеет дачный характер.

## Население
Постоянное население составляло 4 человека (русские 100%) в 2002 году, 0 в 2010.